# Livro dos Juízes

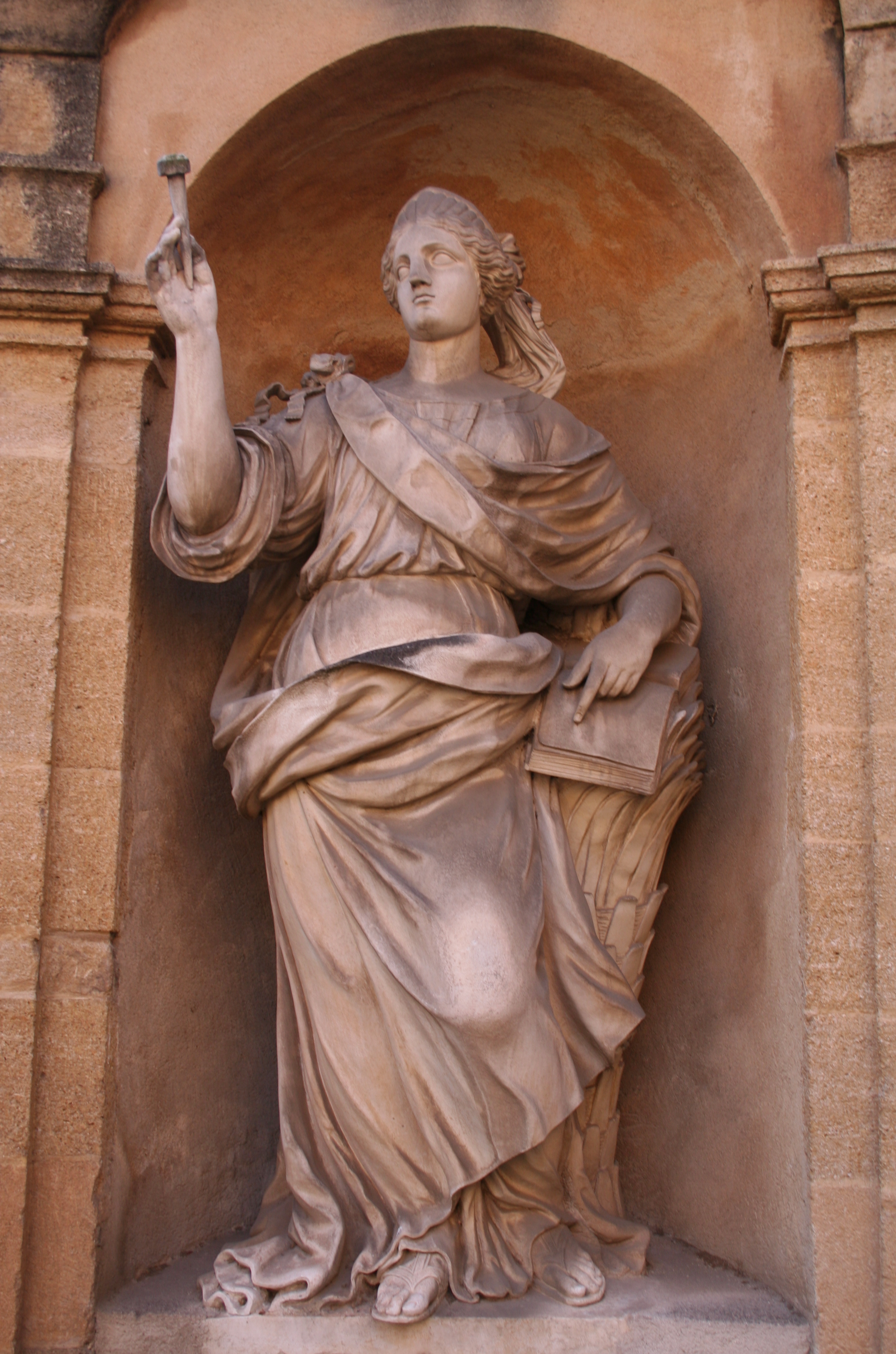
Débora, profetiza e juíza, numa estátua em Aix-en-Provence, na França

O Livro dos Juízes (em hebraico:  ספר שופטים, Sefer Shoftim) é o sétimo livro da Bíblia hebraica e do Antigo Testamento da Bíblia cristã. Ele narra a história dos juízes bíblicos, os líderes inspirados cujo conhecimento direto de Javé permitiu-lhes agir como campeões dos israelitas contra a opressão de monarcas estrangeiros e como modelos do comportamento sábio e fiel requerido deles por Javé depois do êxodo do Egito e da conquista de Canaã. As histórias seguem um padrão consistente por todo o livro: o povo se mostra infiel a Javé, que, por isso, os entrega na mãos de seus inimigos; o povo se arrepende e implora misericórdia a Javé, que lhes envia um líder ou campeão ("juiz"); o juiz liberta os israelitas da opressão e eles prosperam, mas logo caem novamente na falta de fé e o ciclo se repete. Estudiosos consideram que muitas das histórias em Juízes são as mais antigas da história deuteronômica com uma grande redação no século VIII a.C.; alguns trechos, como o "Cântico de Débora", são muito mais antigos e podem ser de uma época próxima à que o livro relata.

## Conteúdo
Juízes pode ser dividido em três grandes seções: um prólogo duplo (1:1 a 3:6), um corpo principal (3:7 a 16:31) e um duplo epílogo (caps. 17 a 21).

### Prólogo

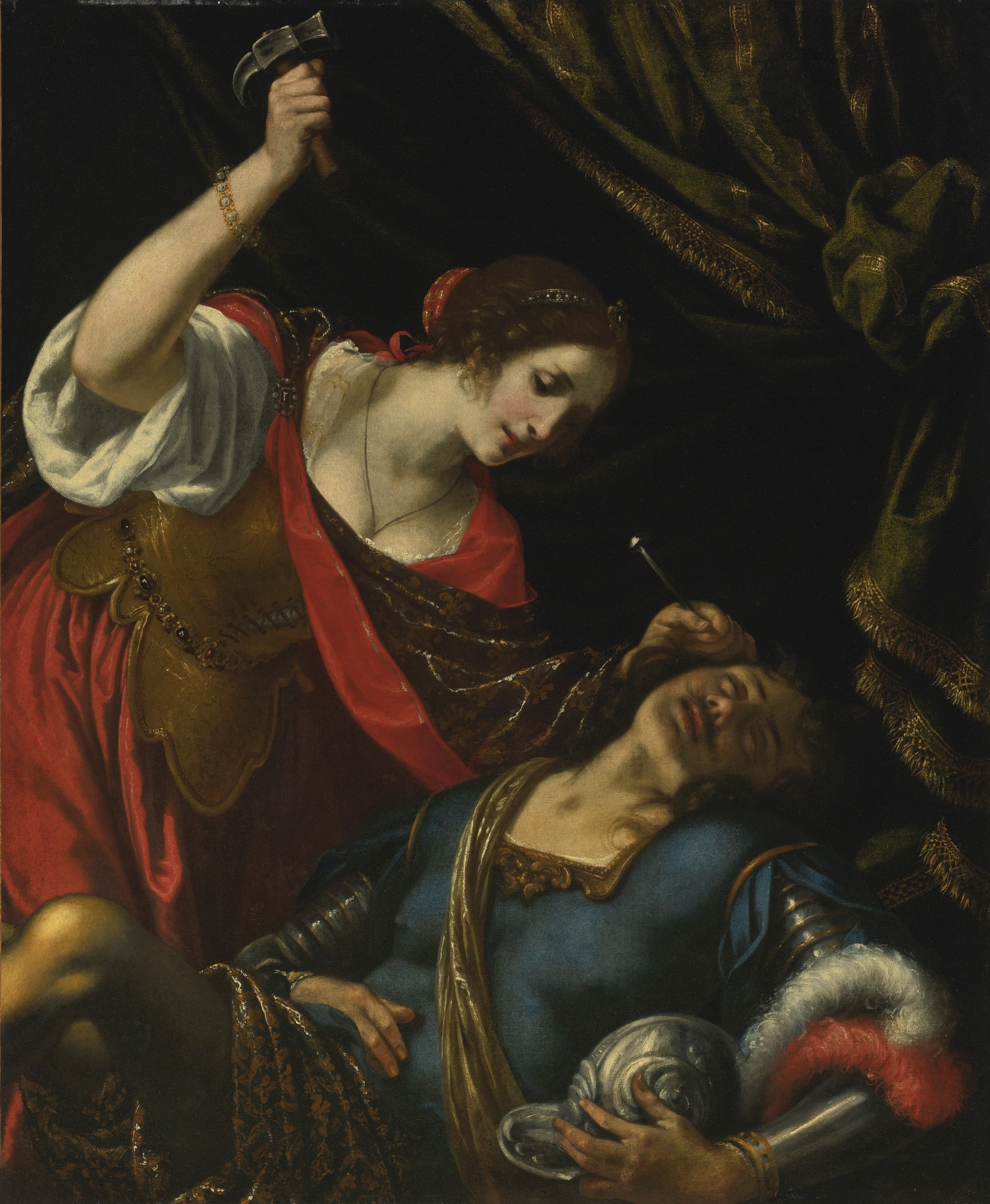
Jael assassina Sísera, conforme o relato em

O livro começa com os israelitas na terra que Deus havia lhes prometido, mas adorando "deuses estrangeiros" ao invés de Javé, o Deus de Israel, e com os cananeus ainda presentes por toda parte, uma desobediência à ordem de herem ("banimento"). Juízes 1:1 a Juízes 2:5 são uma confissão do fracasso e o trecho daí até Juízes 3:6, um grande sumário e uma reflexão dos deuteronomistas.
Desta forma, a abertura do livro já estabelece o padrão que as demais histórias no corpo do texto seguirão:
1. Israel "faz o mal à vista de Javé";
2. O povo é entregue nas mãos de seus inimigos e implora a ajuda de Javé;
3. Javé lhes envia um líder;
4. O "espírito de Javé" preenche o líder;
5. O líder derrota o inimigo;
6. A paz é restaurada.

Com a paz recuperada, Israel por um tempo vive fielmente e recebe as bênçãos de Javé, mas acaba recaindo novamente nos mesmos erros, repetindo o padrão citado acima.
Juízes está colocado depois do Livro de Josué e começa com uma referência à morte de Josué (Josué 24:29 e Juízes 1:1). A morte dele pode ser considerada como um marco dividindo o período de conquistas e o período de ocupação, sendo este último o foco do Livro dos Juízes. Os israelitas se encontram, provavelmente no santuário em Gilgal ou em Siquém (Josué 24:1–33), e perguntam a Deus quem deverá ser o primeiro (no tempo e não em status) a assegurar-lhes o território que irão ocupar.

### Corpo principal

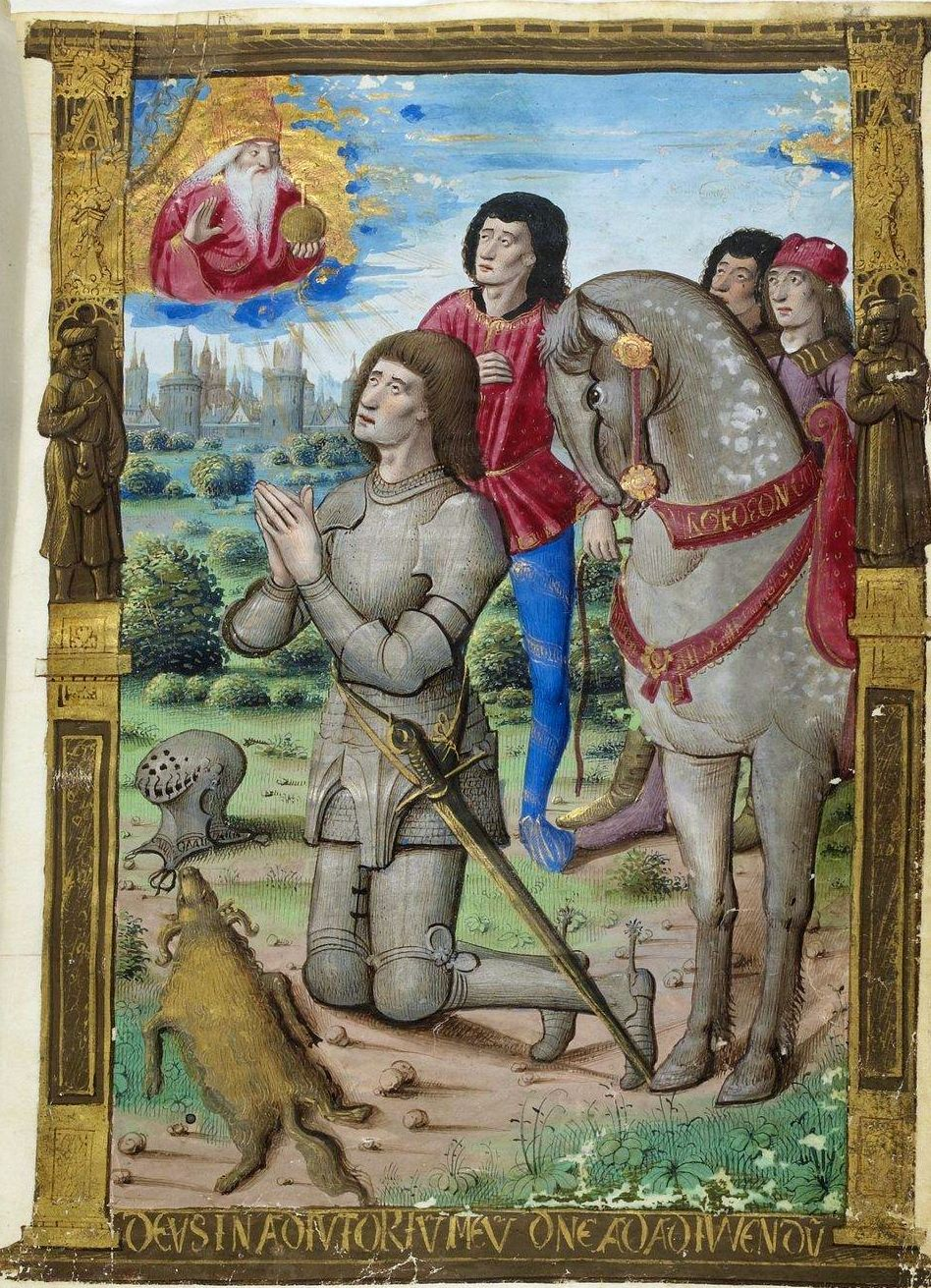
Gideão numa iluminura do século XVI

Em seguida segue o texto principal (3:11 a 16:31) composto por seis relatos distintos, cada um destacando um "juiz maior" e sua luta contra reis opressivos de nações vizinhas, mais a história de Abimeleque, um israelita que oprime seu próprio povo. O padrão cíclico apresentado no prólogo é imediatamente aparente, mas, conforme as histórias avançam , ele começa a se desintegrar, espelhando a desintegração do mundo dos israelitas. É recorrente a afirmação de que houve um período de paz depois de cada juiz. As histórias não são apresentadas em ordem cronológica e os juízes, na ordem em que aparecem, são:
- Otoniel (Juízes 3:9–11), que lutou contra Cusã-Risataim, rei de Aram; Israel tem 40 anos de paz até a morte de Otoniel;
- Eúde (Juízes 3:11–29), que lutou contra Eglom, rei de Moabe;
- Débora, a profetisa, e Baraque, o general (Juízes 4:-Juízes 5:), que lutam contra Jebim, de Hazor (uma cidade em Canaã), e Sísera, seu capitão;
- Gideão (Juízes 6:-Juízes 8:), que lutou contra Midiã, Amaleque e os "filhos do oriente" (aparentemente uma coalização de tribos do deserto);
- Abimeleque (Juízes 9:), que tradicionalmente é contado como rei e não um juiz e é considerado maligno, que lutou contra todos os israelitas que se levantaram contra ele;
- Jefté (Juízes 11:-Juízes 12:7), que lutou contra os amonitas;
- Sansão (Juízes 13:-Juízes 16:), que lutou contra os filisteus;

Há também notas sobre seis "juízes menores": Sangar (Juízes 13:31), Tola e Jair (Juízes 10:1–5), Ibsã, Elom e Abdão (Juízes 12:8–15). Alguns estudiosos afirmam que os juízes menores eram juízes de direito de fato enquanto que os juízes maiores eram líderes que não participavam de julgamentos legais. O único caso no qual um juiz maior de fato julgou uma matéria legal foi em Juízes 4:4 no caso de Débora.

### Epílogo
No final do livro, os israelitas estão em condição pior do que a do começo, com os tesouros de Javé sendo utilizados para criar ídolos, os levitas corrompidos, a tribo de Dã conquistando uma vila remota ao invés de uma das cidades cananeias e as tribos de Israel em guerra contra a tribo de Benjamim, irmã delas. O livro conclui com dois apêndices (caps. 17 a 21), histórias que não tratam de nenhum juiz especificamente:
- Ídolo de Miqueias (Juízes 17:-Juízes 18:) e a conquista, pela tribo de Dã, de territórios ao norte de Canaã;
- Batalha de Gibeá (Juízes 19:-Juízes 21:), uma guerra entre Benjamim e as demais tribos;

Apesar de sua aparição no final do livro, certos personagens, como Jônatas, o neto de Moisés), e idiomas presentes no epílogo revelam que os eventos mostrados ali "devem ter ocorrido...logo no início do período dos juízes".

## Composição

### História deuteronômica
Uma afirmação repetida por todo o livro, "Naqueles dias não havia rei em Israel" (Juízes 17:6, Juízes 18:1, Juízes 19:1 e Juízes 21:25) implica numa data já no período monárquico para a edição final de Juízes. Em duas ocasiões esta frase está acompanhada de "cada qual fazia o que bem lhe parecia", o que permite supor que o redator era favorável à monarquia (17:6 e 21:25). Finalmente, o epílogo, no qual a Tribo de Judá recebe um papel de liderança, implica que esta redação ocorreu em Judá.

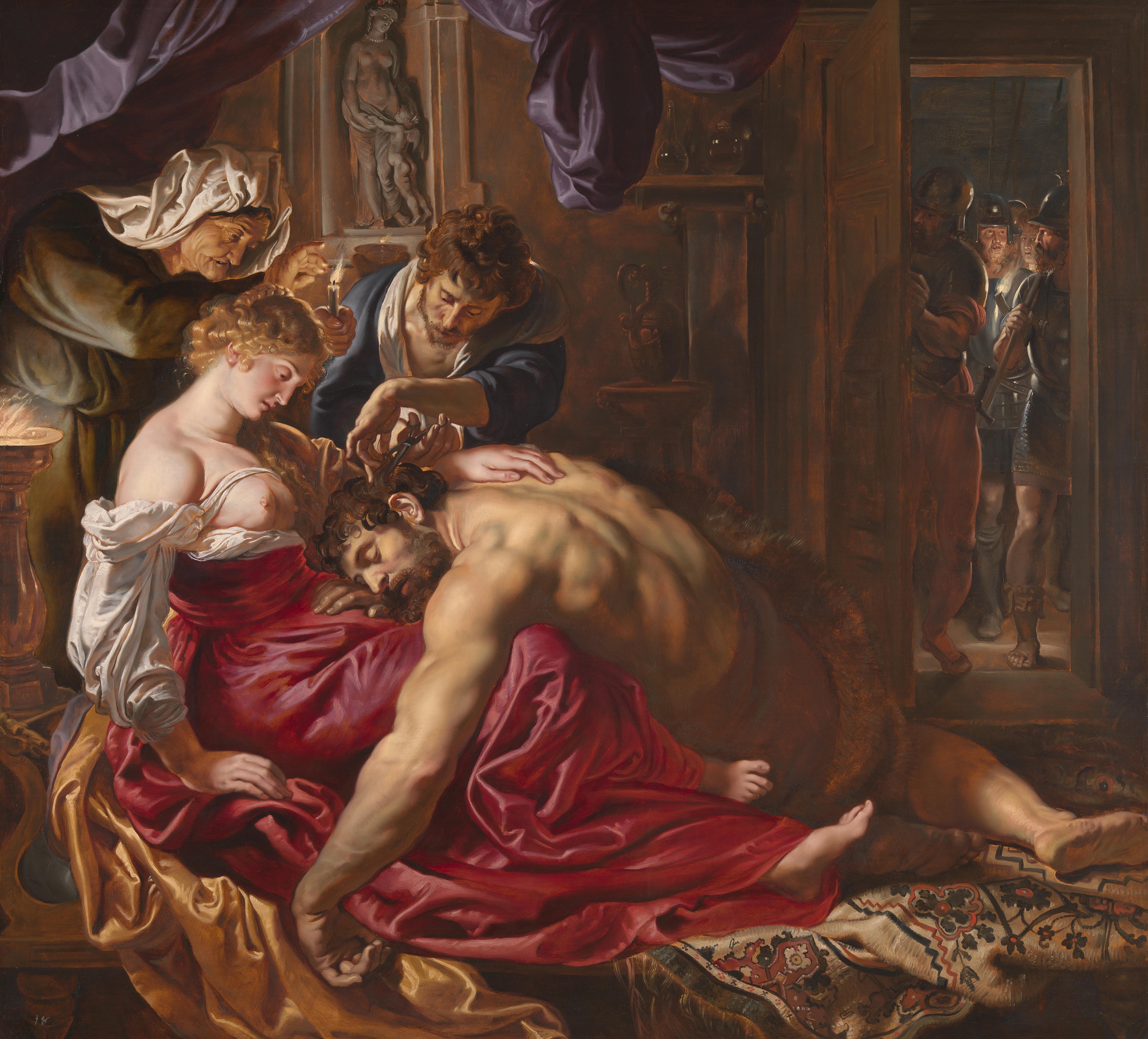
Dalila corta o cabelo de Sansão, de Rubens, conforme o relato em

Desde a segunda metade do século XX, a maior parte dos estudiosos concorda com a tese de Martin Noth de que os livros Deuteronômio, Josué, Juízes, Samuel e Reis são parte de uma única obra, conhecida como história deuteronômica. Noth afirmou que a história foi escrita no começo do período do exílio (século VI a.C.) para demonstrar como a história de Israel transcorreu de acordo com a teologia expressa no Deuteronômio (daí o nome). Ele acreditava que ela era obra de um único autor, também do século VI a.C., que selecionou, editou e compôs a partir de fontes mais antigas para produzir uma obra coerente. Frank Moore Cross posteriormente propôs que uma versão mais antiga da história foi composta na época de Josias (final do século VII a.C.), conhecida como "Dtr1", que foi depois revisada e ampliada para criar uma segunda edição, a que foi identificada por Noth e batizada por Cross de "Dtr2".
Atualmente, os estudiosos concordam que a "mão" do deuteronomista é visível em Juízes através de sua composição cíclica. Eles também sugerem que os deuteronomistas também incluíram os comentários humorísticos (e, por vezes, disparatados) encontrados na obra, como é o caso da história da Tribo de Efraim, que não conseguia pronunciar a palavra "xibolete" (shibboleth) corretamente em Juízes 12:5–6.

## Temas e gênero
A essência da teologia deuteronômica é que Israel entrou numa aliança (um tratado) com Javé, o Deus de Israel, sob a qual os israelitas concordaram em aceitá-lo como seu deus e Javé lhes promete uma terra na qual poderão viver em paz e prosperidade. O Deuteronômio contém as leis sob quais Israel está obrigado a viver na Terra Prometida, o livro de Josué relata a conquista de Canaã, a terra prometida, e sua distribuição por sorteio entre as tribos, Juízes descreve o povoamento da terra, Samuel relata a consolidação do território sob o rei David e Reis relata a destruição da monarquia e perda do território. A tragédia final descrita em Reis é o resultado do fracasso de Israel em manter sua parte na aliança: fé em Javé leva ao sucesso, político, econômico e militar, mas a apostasia leva à derrota e à opressão. Este é o tema principal de Juízes.
Outros temas também estão presentes: a "liberdade soberana de Javé" (Deus nem sempre faz o que se espera d'Ele), a sátira dos reis estrangeiros (que consistentemente subestimam Israel e Javé), o conceito de "agente falho" (os juízes que não são adequados para a tarefa diante deles) e a desunião entre os próprios israelitas (que aumenta conforme a história avança).
Mas Juízes é também intrigante pelos temas que não estão presentes: a Arca da Aliança, que recebe tanta importância nas histórias de Moisés e Josué, está praticamente ausente (ela é citada de passagem em Juízes 20:27), a cooperação entre as várias tribos é limitada e não há menção alguma a um santuário centralizado de adoração; sobre o sumo-sacerdote, há apenas uma menção a Fineias, filho de Eleazar e neto de Aarão, também de passagem, em Juízes 20:28.

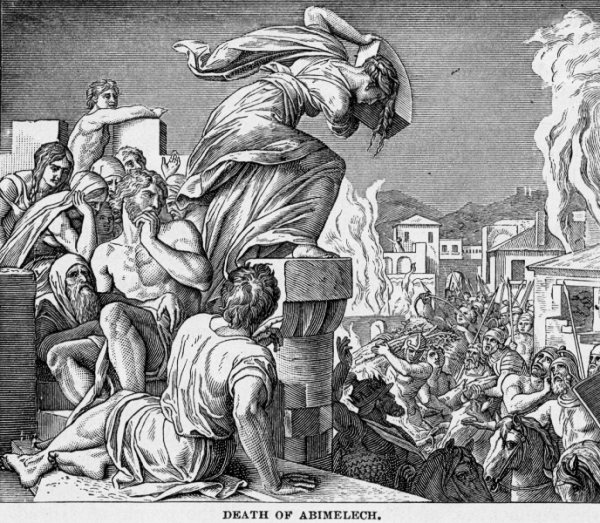
Morte de Abimeleque conforme o relato em numa gravura do século XIX

Embora Juízes provavelmente tenha sofrido uma edição monarquista, o livro contém passagens e cita temas que representam visões antimonarquistas. Um dos principais temas é a soberania de Javé e a importância de ser fiel a Ele e às suas leis acima de todos os demais deuses e soberanos. De fato, a autoridade dos juízes não se realiza através de dinastias famosas e nem através de eleições ou nomeações, mas sim pelo espírito de Deus. A teologia antimonarquista é mais aparente no final do cilo de Gideão, no qual os israelitas imploram para que ele crie uma monarquia dinástica, mas Gideão recusa. Pelo resto da vida de Gideão, Israel vive em paz, mas, depois de sua morte, seu filho Abimeleque assumiu o governo de Siquém como um tirano, responsável por muito derramamento de sangue (caps. 8 e 9). Porém, os capítulos finais de Juízes (especificamente as histórias de Sansão, do Ídolo de Miqueias e da Batalha de Gibeá) reforçam a violência e anarquia de um governo descentralizado.

### Papel feminino
Juízes é notável pela quantidade de personagens femininas que "realizam papéis importantes, ativos e passivos, nas narrativas". Nas palavras do rabino Joseph Telushkin:
| “ | A maioria das grandes mulheres da Bíblia ou são casadas com um grande homem ou são parentes de um. [...] Uma rara exceção a esta tradição é a profetiza e juíza Débora, provavelmente a maior figura feminina da Bíblia. Débora se destaca unicamente por conta de seus méritos. A única coisa que sabemos sobre sua vida pessoal é o nome de seu marido, Lapidote | ” |